# Santa Rosa (Guaynabo)
Santa Rosa es un barrio ubicado en el municipio de Guaynabo en el estado libre asociado de Puerto Rico. En el Censo de 2010 tenía una población de 16904 habitantes y una densidad poblacional de 1.762,06 personas por km².

## Geografía
Santa Rosa se encuentra ubicado en las coordenadas 18°21′4″N 66°7′37″O / 18.35111, -66.12694. Según la Oficina del Censo de los Estados Unidos, Santa Rosa tiene una superficie total de 9.59 km², de la cual 9.53 km² corresponden a tierra firme y (0.67%) 0.06 km² es agua.

## Demografía
Según el censo de 2010, había 16904 personas residiendo en Santa Rosa. La densidad de población era de 1.762,06 hab./km². De los 16904 habitantes, Santa Rosa estaba compuesto por el 81.15% blancos, el 7.46% eran afroamericanos, el 0.3% eran amerindios, el 0.24% eran asiáticos, el 0.01% eran isleños del Pacífico, el 7.32% eran de otras razas y el 3.52% pertenecían a dos o más razas. Del total de la población el 98.61% eran hispanos o latinos de cualquier raza.